# Universidade Oriental Timor Lorosa’e
Das Universidade Oriental Timor Loro sa'e UNITAL ist eine Hochschule in der osttimoresischen Landeshauptstadt Dili. Es ist eine von der Agência Nacional para a Avaliação e Acreditação Académica (ANAAA) anerkannte offizielle Hochschule. Die Akkreditierung erfolgte 2013. Die UNITAL befindet sich im Stadtteil Becora.

## Fakultäten

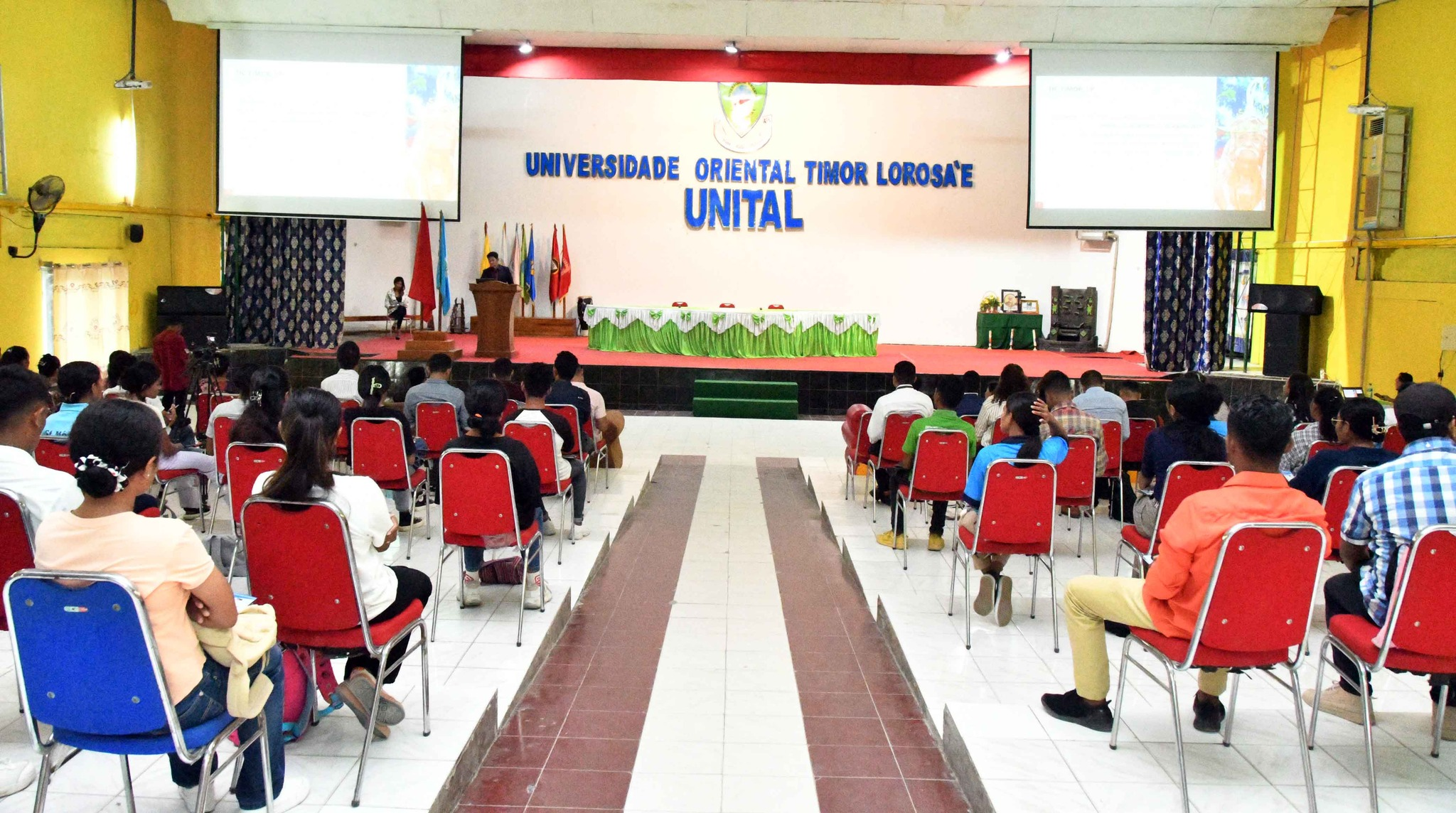
In der UNITAL

- Wirtschaft (I)
- Agrarwissenschaften (II)
- Recht (III)
- Sozialpolitik (IV)
- Bildungswissenschaften (V)
- Ingenieurwissenschaften (VI)
- Gesundheitswissenschaften (VII)[3]